# Comté de Houston (Tennessee)
Pour les articles homonymes, voir Comté de Houston.
Le comté de Houston est un comté de l'État du Tennessee, aux États-Unis. Son siège est situé à Erin et sa population était en 2000 de 8 088 habitants.